# Abchaziens historia
Abchazien var under tidig antik tid del av riket Kolchis. Det kom år 107 f.Kr. under Pontos och införlivades med Romarriket år 63 e.Kr. Området blev gradvis självständigt från Bysans, och på 780-talet bildades kungadömet Abchazien, vilket på 1000-talet övergick i det georgiska kungadömet. På 1570-talet kom regionen under Osmanska riket för att under 1800-talet bli ryskt. Efter ryska revolutionen 1917 blev Abchazien del av Georgiska SSR inom Sovjetunionen. I samband med den senares sammanbrott 1989-1991 uppstod konflikter mellan etniska abchazer och georgier i området. De abchaziska separatisternas självständighetsförklaring 1992 utlöste regelrätt krig, i vilket merparten av georgierna flydde från Abchazien. Efter att separatisterna tagit kontrollen över större delen av landet slöts vapenvila 1993, men situationen har ännu inte fått någon beständig lösning.

## Förhistoria
Tidigpaleolitiska jägar-samlar-läger utgör de första kända bosättningarna i nuvarande Abchazien. De tidigaste lämningarna har påträffats vid fyndplatser i Jasjchtva, Gumista, Kelasuri och Otjamtjire. Senpaleolitiska kulturer bosatte sig främst vid kusten. De mesolitiska och neolitiska perioderna medförde större permanenta bosättningar och innebar början på jordbruk, djurskötsel och keramiktillverkning. De tidigaste artefakterna från megalitiska kulturer uppkom under det tidiga tredje millenniet f.Kr. och fortsätter in i bronsåldern som de så kallade abchaziska dolmenerna, i regel bestående av fyra upprätta stenar och en krönsten, varav vissa väger så mycket som 50 ton. En dolmen från den arkeologiska fyndplatsen i Esjera är den mest noggrant studerade förhistoriska monumentet av denna typ. Ett patriarkalt samhällssystem tros ha ersatt det matriarkala och en jordbruksekonomi tros ha börjat utvecklas runt denna tid. Under yngre bronsålder utvecklades mer avancerade bronsredskap, vilket fortsatte in i järnåldern som en del av Kolchiskulturen (omkring 1200-600 f.Kr.), som täckte större delen av vad som idag är västra Georgien, samt delar av nordöstra Anatolien.

## Antiken
Under 800- till 500-talet f.Kr. var det som nu är Abchazien del av det antika riket Kolchis. Områdets skrivna historia börjar med de milesiska grekernas ankomst till Kolchis kust på f.Kr.500- till 400-talet f.Kr. Dessa grundade hamnkolonier på den östra svartahavskusten, bland vilka Dioskourias, på platsen för nuvarande Suchumi, blev ett viktigt centrum för handel med de angränsande stammarna, däribland slavhandel. Andra betydande kolonier var Gyenos, Triglitis och senare Pityous, vid de nuvarande städerna Otjamtjire, Gagra respektive Bitjvinta.
Folken i regionen omnämns i klassiska källor som anmärkningsvärt många och diversifierade. Herodotos, Strabon och Plinius den äldre vittnar om den mångfald av språk som talades i Dioskurias och andra städer. Bergslandskapet tenderade att separera och isolera folkgrupper från varandra och främjade utvecklingen av vitt skilda språk och dialekter, vilket komplicerade regionens etniska sammansättning. Även de mest välinformerade av de samtida skildrarna är konfunderade i sina benämningar och lokaliseringar av områdets folkslag och delger endast begränsad information om geografin och befolkningen i inlandet. Vidare var vissa av de klassiska namnen på folkgrupper endast kollektiva benämningar, och ansenliga folkvandringar antas ha fortgått i och omkring regionen under denna tid. Flera försök att identifiera vissa av de folkslag som nämns av de klassiska skildrarna har gjorts. Plinius den äldres apsilae under det första århundradet e.Kr. och Arrianos abasgoi under det andra århundradet e.Kr. har stundom likställts med talarna av urabchaziska respektive urabazinska, under det att andra anser dem vara urkartveliska stambeteckningar. Identiteten och ursprunget hos andra i de antika källorna omnämnda folkslag i området (däribland heniochi och sanigae) är även de omtvistade. Arkeologin har sällan kunnat fastställa några starka kopplingar mellan kvarlevorna efter materiella kulturer och de oklart benämnda folken i de antika källorna.
Abchazien erövrades tillsammans med resten av Kolchis av kung Mithridates VI Eupator av Pontos år 107 f.Kr. Efter att denne besegrats av romarna år 65 f.Kr. togs Kolchis av Pompejus, som där besegrade den lokale hövdingen (sceptuchus), Olthaces, och installerade en dynast, Aristarchus, vars regering varade fram till 47 f.Kr. Efter Pompejus fall tog Farnakes II, son till Mithridates och kung av Bosporanska riket och Pontos, fördel av att Julius Caesar var upptagen i Egypten och erövrade Kolchis, Armenien och delar av Kappadokien, samt besegrade den romerske fältherren Gnaeus Domitius Calvinus. Farnakes sonson, Polemon II, förmåddes av Nero att abdikera, och Pontos och Kolchis inkorporerades i den romerska provinsen Galatien 63 e.Kr. och senare Kappadokien 81 e.Kr.
Fastän alla större befästningar längs kusten ockuperades av romarna var det romerska herraväldet över området svagt. År 69 e.Kr. iscensattes ett uppror i Kolchis och Pontos av Anicetus som dock nedslogs. Låglandet och kusten utsattes ofta för räder från bergsfolken, bland vilka soanes (svaner) och heniochi var de mäktigaste. De underställde sig nominellt Rom, men skapade sina egna riken och åtnjöt betydande självständighet. Kristendomen började spridas i området under det första århundradet e.Kr. Enligt tradition ska Jesu apostlar Andreas och Simon ha verkat i Kolchis. Hellenistisk religion, mithraism och lokala kulter fortsatte dock att vara utbredda åtminstone in på 300-talet.
I och med att det romerska riket försvagades fick stammarna i området ett högre mått av självstyre: de fick själva nominera sina härskare på det att dessa godkändes av Rom. Kolchis bestod på 130-talet av, från söder till norr, rikena Machelons, Heniochi, Lazica, Apsilia, Abasgia och Sanigia. På 200-talet e.Kr. kom Lazica (Egrisi), styrt av den västgeorgiska stammen lazoi, att dominera större delen av Kolchis. Enligt Prokopios var även hövdingarna av abasgoi underställda de laziska kungarna. Goterna bosatta på Krim (se även krimgoter) genomförde en räd i Kolchis år 253, men slogs tillbaka av den romerska garnisonen i Pityous. Den romerska besittningen varade fram till 300-talet.

## Medeltiden
Abchazien hamnade efter Romarrikets delning inom Bysantinska rikets intressesfär och var skådeplatsen för en utdragen maktkamp mellan bysantinarna och det sassanidiska riket, vilket kulminerade i det laziska kriget från 542 till 562. Kriget resulterade i en nedgång för Lazica, och de i de djupa skogarna bosatta abasgoi vann en grad av autonomi under bysantinsk överhöghet. Deras land, känt för bysantinarna som Abasgia, var en framstående källa för rikets eunucker. Allt eftersom stammen abasgoi växte i makt kom namnet Abasgia att beteckna ett mycket större område, befolkat av spridda folkgrupper, inklusive megreliska och svanetiska georgier.
Fastän en metropolit av Pityous (Bitjvinta) var närvarande vid kyrkomötet i Nicaea år 325, var folket i Abchazien endast delvis kristnat före 500-talet, då en bysantinsk mission utfördes i regionen, påbjuden av kejsar Justinianus I (527-565).
Abchazien blev på 600-talet ett autonomt furstendöme, vars furstar (grekiska: arkont; georgiska: eristavi) utsågs av Bysans och residerade i Anacopia (nuvarande Afon Tjyts); dessa furstar sågs som viktiga förkämpar för det bysantinska rikets politiska och kulturella inflytande över västra Kaukasien. Araberna intågade i området på 730-talet, men lyckades aldrig erövrade det. Vid denna tid framkom termen Abchazeti (det vill säga "abchazernas land") för första gången i georgiska annaler, vilket är ursprunget till namnet Abchazien i de flesta språk.
Genom dynastiska giftermål och allianser med andra georgiska furstar förvärvade dynastin i Abasgia större delen av Lazica, och Leo II kunde på 780-talet utropa sig till kung av abchazerna. Med hjälp av khazarerna kunde kung Leo avsäga sig Bysans överhöghet och ytterligare utvidga sitt rike, däribland med provinsen Imeretien, varefter han där förlade sin huvudstad till Kutaisi. Även om frågan om kungadynastins beskaffenhet är fortsatt omtvistad är flertalet historiker ense om att de abchaziska kungarna var georgiska till språket och kulturen. För att göra slut på det bysantinska religiösa inflytandet underkastade dynastin den lokala diecesen det georgisk-ortodoxa katholikatet i Mtscheta. Riket benämns ofta i modern historieskrivning det Egrisi-abchaziska eftersom de medeltida källorna såg det nya kungadömet som en efterträdare till Egrisi (Lazica) och omväxlande använde stundom den ena och stundom den andra termen. Det abchaziska kungadömets storhetstid inföll mellan 850 och 950, då det dominerade hela västra Georgien och gjorde anspråk även på de östliga georgiska provinserna. Begreppen "Abchazien" och "abchazer" användes i vid bemärkelse under denna period, och viss tid framöver, och betecknade kungadömets hela befolkning oberoende av etnicitet.
År 1008 förenade den bagratidiske härskaren Bagrat III kungadömena Abchazien och Georgien i en enda georgisk feudalstat, som nådde höjden av sin makt under drottning Tamar (1184-1213). Vid ett tillfälle nämner en samtida georgisk krönikör ett folk kallat apsar, vars språk skulle varit källan till Tamars son prins Georgs tillnamn Lasja, med betydelsen "upplysning". Namnet kan jämföras med de nutida abchaziska orden a-lasja, "klar", och a-lasjara, "ljus", vilket skulle tyda på att apsar möjligen kunde vara anfäder till de nutida abchazerna, även om folkgruppens identitet och belägenhet inte är klarlagd. Enligt de georgiska krönikorna gav Tamar en del av Abchazien till furstefamiljen Sjervasjidze (även Tjatjba efter den abchaziska namnformen) att styra. Dessa kom att härska i Abchazien fram till den ryska erövringen på 1860-talet.
Genuesarna etablerade på 1300-talet handelsfaktorier längs den abchaziska kusten, bland annat i men dessa bestod endast under en kortare tid. Regionen skonades relativt väl från mongolernas och Timur Lenks invasioner, vilka betydde slutet på Georgiens guldålder. Kungadömet föll sönder i flera självständiga eller i stort oberoende furstendömen under sent 1400-tal. Furstendömet Abchazien blev oberoende det georgiska kungadömet 1463, fastän under fortsatt imeretisk överhöghet. De abchaziska furstarna förde för en tid framöver oupphörligen krig mot de megreliska furstarna, med ständigt växlande gränser mellan de båda rikena som följd. Under de följande århundradena avgick Abchazien med segern och kunde fastställa den sydöstra gränsen till floden Enguri.

## Osmanskt herravälde
Den osmanska flottan ockuperade fortet Tschumi (nuvarande Suchumi) på den abchaziska kusten tillfälligt år 1451. På 1570-talet erövrades staden mer beständigt och förvandlades till en osmansk befästning. År 1555 delades Georgien och övriga södra Kaukasien mellan osmanerna och safaviderna i Persien, genom vilket Abchazien tillsammans med resten av västra Georgien tillföll osmanerna. Till följd av detta kom Abchazien under islamiskt och turkiskt kulturellt inflytande, vilket gradvis försvagade dess kulturella och religiösa band till Georgien. Många abchazer konverterade under denna tid till islam.
Mot slutet av 1600-talet splittrades Abchazien i flera förläningar, vilket medförde att stora områden kom att bli utan centralstyre. Regionen blev skådeplatsen för omfattande slavhandel och sjöröveri. Enligt flera georgiska historiker förändrades regionens demografiska situation avsevärt vid denna tid, då nordkaukasiska stammar, däribland adygéer, invandrade från norr om Stora Kaukasus för att sedan blanda sig med den främst georgiska lokalbefolkningen, vilket skulle ha givit upphov till det abchaziska folket.
Under mitten av 1700-talet revolterade abchazerna mot det osmanska styret och intog Suchumi. Osmanerna återtog dock snart staden och insatte en lojal furste av Sjervasjidze-familjen att härska över staden.

## Under Tsarryssland
Efter att Tsarryssland under 1700-talet besegrat osmanerna ökade det ryska inflytandet över området. Småskaliga men ständiga konflikter utbröt mellan de kaukasiska folken och ryska bosättare. Detta ledde slutligen till det kaukasiska kriget, i vilket Ryssland erövrade norra och västra Kaukasus. Två större georgiska kungadömen annekterades mellan 1801 och 1810, vilket underlättade den ryska framfarten djupt in i Kaukasien. Flera andra furstendömen införlivades gradvis fram till 1864.
Under det rysk-turkiska kriget 1806-1812 erövrades Suchumi år 1810 och ryssarna installerade där sin skyddsling Sefer Ali-Bej Sjervasjidze, som gick med på att låta inkorporera Abchazien som en vasallstat inom det ryska riket. Den ryska herraväldet sträckte sig från början knappt utanför området runt Suchumi och Bzipi, och resterande del av regionen låg i händerna på en osmanskvänlig muslimsk adel. I en räcka konflikter mellan Osmanska riket och nordkaukasiska stammar kunde ryssarna successivt ta kontrollen över hela Abchazien mellan 1829 och 1842. Den ryska dominansen stadfästes dock inte förrän 1864, då den siste fursten av Abchazien, Mikael Sjervasjidze, tvingades i exil i Ryssland där han snart dog.
Två påföljande abchaziska revolter, åren 1866 och 1877, den första till följd av höga skatter och den andra landstigningen av osmanska trupper, resulterade i nästa större demografiska förändring. De hårda ryska motaktionerna medförde att ett stort antal muslimska abchazer, vilka sägs ha uppgått till så mycket som 60 procent av den abchaziska befolkningen (dock är samtida folkräkningsrapporter inte helt tillförlitliga), emigrerade till Osmanska riket mellan 1864 och 1878 tillsammans med andra muslimer från Kaukasien (dessa emigranter kallas muhajirer). År 1881 uppskattades antalet abchazer i Tsarryssland till enbart 20 000. De abchazer som stannade och som inte konverterade till kristendomen förklarades vara flyktingar av den ryska regeringen och fråntogs rätten att bosätta sig i kustområdena.

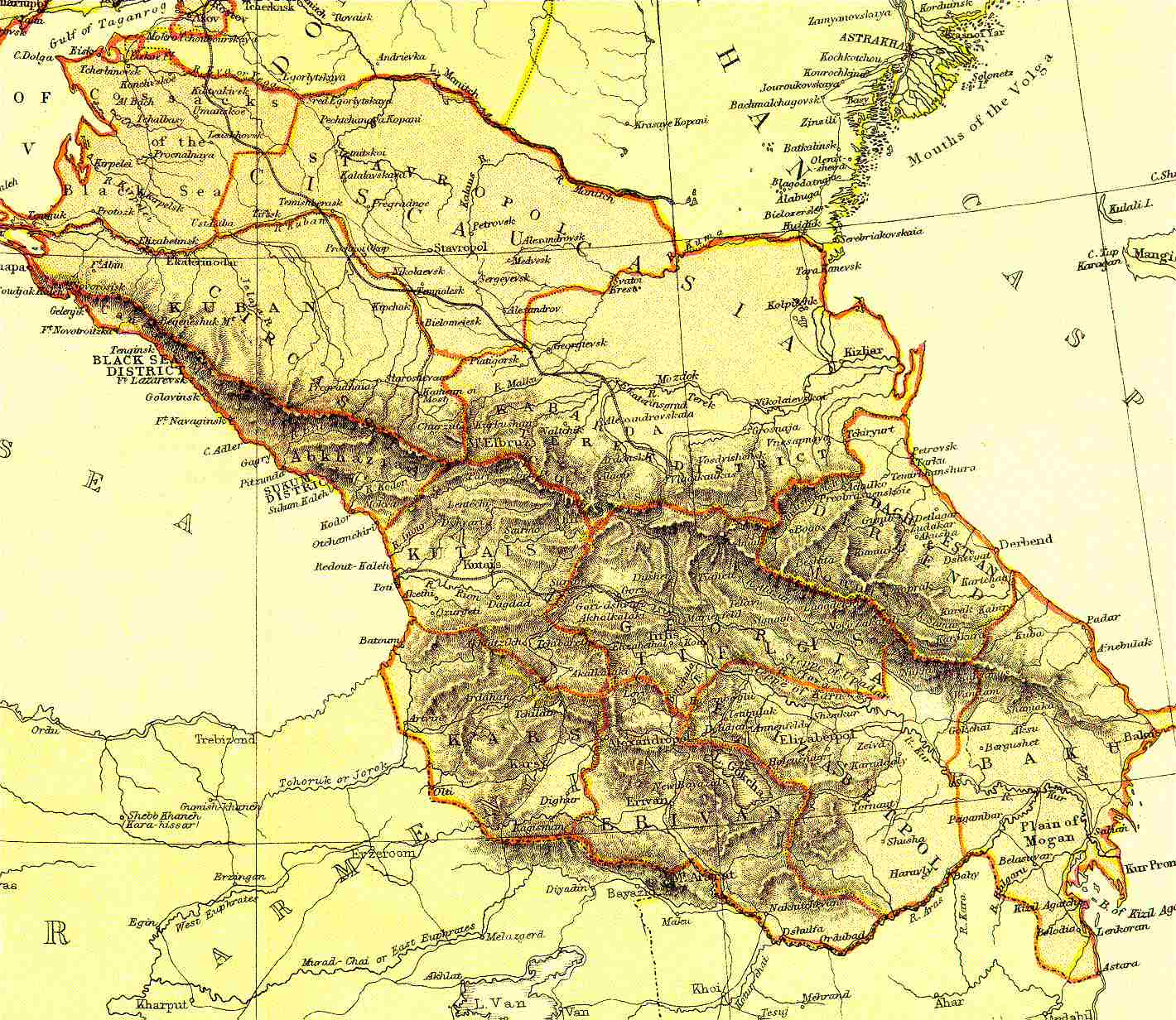
Kaukasien 1882

Nutida abchaziska historiker hävdar att stora områden lämnades obefolkade och att kristna georgier, armenier och ryssar flyttade in i området först senare. Denna historiebeskrivning bestrids av georgiska historiker som hävdar att lokala georgiska stammar, megrelerna och svanerna, bebott området kontinuerligt sedan Kolchisrikets rid. Enligt folkräkningen år 1897 uppgick abchazerna till 60-65 procent av befolkningen i distriktet Suchumi, vilket hade omkring 100 000 invånare och motsvarade ungefär samma område som dagens Abchazien, och resterande del till majoriteten georgier. Enligt en uppskattning från 1904 uppgick dock abchazerna på ryskt territorium till endast 25-30 tusen och enligt en uppskattning från 1911 uppgick invånarna i distriktet Suchumi (då mindre än nuvarande Abchazien sedan delar förts över från guvernementet Kutaisi till guvernementet Kuban) till 43 000, varav två tredjedelar var megreliska georgier och en tredjedel abchazer.

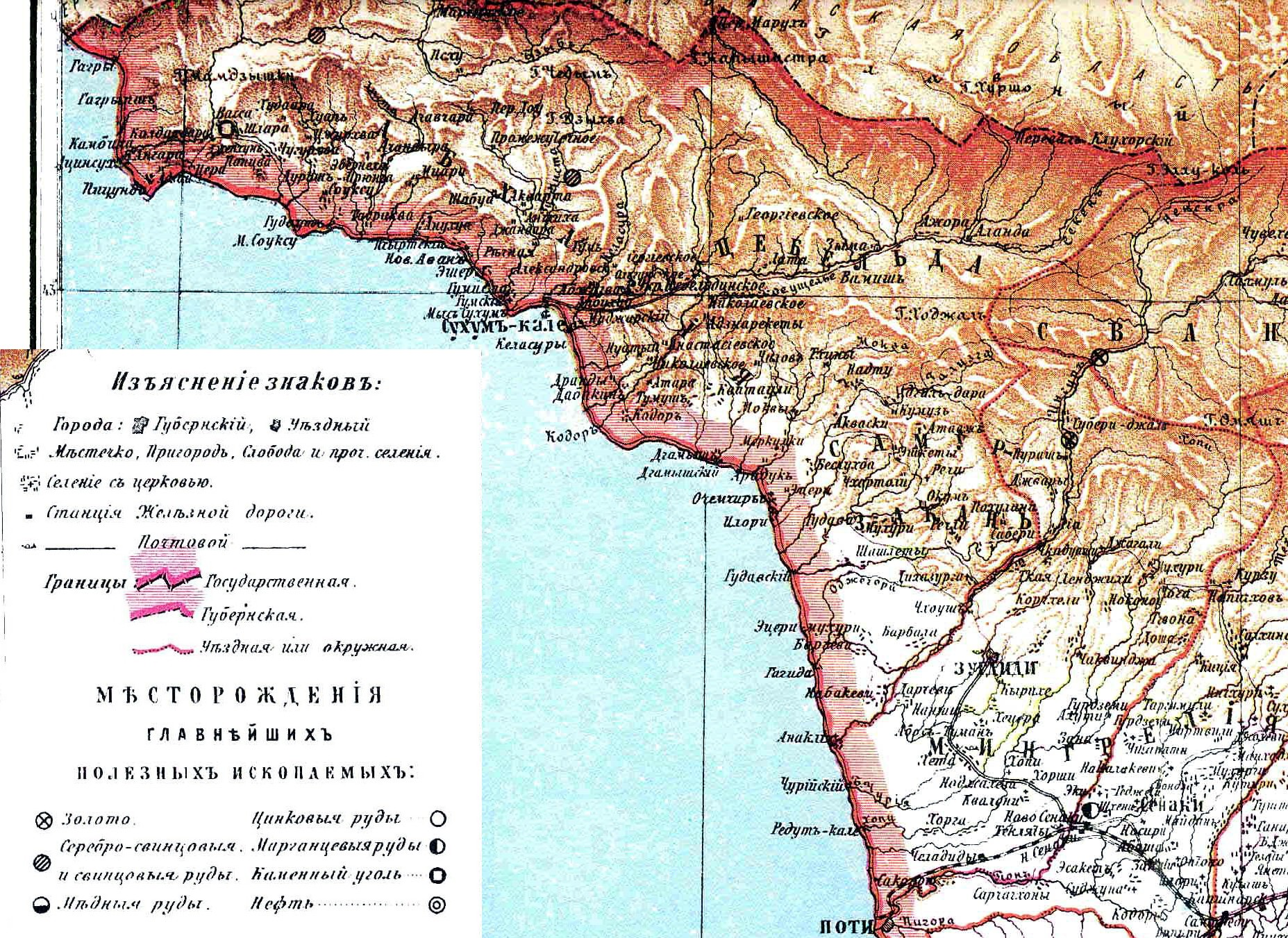
Karta över det ryska distriktet Suchumi på 1890-talet

År 1870 frigjordes de bundna bönderna som en del av livegenskapens avskaffande i Ryssland. Denna reform utlöste en måttlig kapitalistisk utveckling i regionen, med tillväxt inom lantbruket, med ökad odling av tobak, te och subtropiska grödor, samt inom kol- och timmerindustri. Rysk turism i regionen uppkom under tidigt 1900-tal i och med uppförandet av kurorter, särskilt den lilla staden Gagra, som förvärvades av Peter av Oldenburg (1868–1924), tysk furste tillika medlem av den ryska kungafamiljen.
Under revolutionen 1905 var de flesta abchazer trogna till det ryska styret, medan georgierna till större del motsatte sig det. Som en belöning för deras lojalitet lät tsar Nikolaj II år 1907 officiellt förlåta abchazerna för deras motstånd under 1800-talet, vilket ledde till misstro och spänningar mellan de georgiska och abchaziska grupperna, något som skulle öka ytterligare efter revolutionen 1917.

## Ryska inbördeskriget
Bolsjevikernas maktövertagande i Oktoberrevolutionen 1917, med det påföljande ryska inbördeskriget, ledde i södra Kaukasien till bildandet av Georgien, i vilket Abchazien var del, Armenien och Azerbajdzjan, vilka ingick en transkaukasisk federation. Georgiens mensjevikiska regering mötte motstånd i Abchazien under större delen av sin tid vid makten. Abchaziska ledare bildade den 8 november 1917 ett folkråd, men oroligheter utbröt snart mellan den kortlivade, bolsjevikvänliga nordkaukasiska bergsrepubliken, proturkisk adel och en progeorgisk mensjevikgrupp.
I mars 1918 växte den lokala bolsjevikgruppen under Nestor Lakoba i styrka och kunde, understödda av den revolutionära bondemilisen (kiaraz), ta makten i Suchumi i april. Den transkaukasiska federationen lät kuva upproret genom att sända det georgiska nationalgardet till Suchumi, där dessa avsatte bolsjevikkommunen den 17 maj.
Kort därpå upplöstes dock den transkaukasiska federationen, och Georgien utropades självständigt den 26 maj. Den 8 juni förhandlade en delegation från det abchaziska folkrådet i Tbilisi fram en union med Georgien, inom vilken Abchazien var autonomt. Alla inrikesangelägenheter skulle ligga under folkrådets jurisdiktion, och den georgiska centralregeringen etablerade ett departement för Abchazien och en generalguvernörspost över Abchazien. Abchaziska ledamöter fick tre av de 28 platser reserverade för etniska minoriteter i det georgiska parlamentet.
Relationerna mellan centralregeringen och de autonoma myndigheterna försämrades snart av den misslyckade landsättningen av osmansk trupp den 27 juni 1918 till stöd för de abchaziska adelsmännen J. Marghan och A. Sjervasjidze. Georgien svarade genom att arrestera flera abchaziska ledare och begränsa folkrådets autonomi, vilket bidrog till visst abchaziskt stöd till den ryska vita armén som i och med Sotjikonflikten var invecklad i strid med georgierna i norra Abchazien. Reaktionen blev än strängare då två abchaziska officerare i den georgiska armén, kommissarie Marghania och överste Tjchotua, iscensatte ett misslyckat kuppförsök i oktober 1918. Den 10 oktober upplöstes det abchaziska folkrådet och Abchaziens autonomi upphävdes för sex månader. Ett nytt folkråd, valt den 20 mars 1919, antog ett förslag om abchazisk autonomi inom Georgien, vilket fastställdes av Georgiens nya konstitution den 21 februari 1921, strax innan den sovjetiska invasionen av Georgien.

## Sovjettiden
Den 11 februari 1921 invaderade den sovjetiska elfte armén Georgien och marscherade mot Tbilisi, trots den icke-angreppspakt som slutits i Moskva året innan. Den 19 februari gick även den nionde armén (med bas i Kuban) in i landet. Understödda av lokal bolsjevikvänlig gerilla tog de sovjetiska styrkorna kontrollen över det mesta av Abchazien i en serie slag från 23 februari till 7 mars, varpå de fortsatte in i Megrelien. Den 4 mars 1921 etablerades sovjetiskt styre i Suchumi, och den abchaziska socialistiska sovjetrepubliken utropades. Denna erkändes av den nyinrättade kommunistregimen i Georgiska SSR den 21 maj. Den 13 december gick Abchazien och Georgien med i Transkaukasiska SFSR som den 30 december gick med i Sovjetunionen. Den 16 december undertecknade Abchazien ett unionsavtal där vissa av dess suveräna befogenheter delegerades till Georgiska SSR. Undantaget ett fåtal forna adelsmän deltog inte Abchazien i det misslyckade georgiska upproret mot sovjetstyret 1924.
Abchaziens tvetydiga status som "unionsrepublik" associerad med Georgiska SSR inskrevs i republikens konstitution från 1 april 1925. I den sovjetiska konstitutionen från 1924 benämns Abchazien dock "autonom republik", men detta ratificerades inte förrän 1931, då Abchaziens status reducerades till en autonom sovjetrepublik, Abchaziska ASSR, inom Georgiska SSR. Trots dess nominella autonomi var republiken föremål för ett starkt centralstyre från sovjetiska myndigheters håll.
Under Stalinåren utfördes en rensning av partifunktionärer och intelligentsia i Abchazien under ledning av Lavrentij Berija, partisekreterare i Transkaukasien och själv härstammande från Abchazien, för att bryta motståndet mot tvångskollektiviseringen av jordbruket. Partiledaren i det abchaziska kommunistpartiet, Nestor Lakoba, dog plötsligt efter ett besök hos Berija i Tbilisi i december 1936, och misstänks ha förgiftats, för att postumt förklaras som en folkets fiende. Med utrensningarna följde även ett förtryck av den abchaziska etniciteten: det latinska abchaziska alfabetet byttes mot det georgiska, georgiska förklarades som officiellt språk, alla skolor med undervisning på abchaziska stängdes, och inflyttning av georgier befrämjades. Femårsplanerna resulterade i att stora grupper ryssar, georgier, armenier och greker flyttade in i Abchazien för att arbeta i den växande jordbrukssektorn. Armenier, vilka nu utgör den näst största minoritetsgruppen i Abchazien, immigrerade framför allt under 1950- och 1960-talen.
Förtrycket mot abchazerna upphörde efter 1953 till följd av Stalins död och avrättningen av Berija, och abchazerna gavs en större roll i republikens styre. Som med andra mindre autonoma republiker uppmuntrade sovjetregimen kulturell utveckling, framför allt inom litteraturen. Ett nytt abchaziskt alfabet, denna gång kyrilliskt, utformades, abchaziskspråkiga skolor återöppnades och administrationen kom att domineras abchazer. Etnisk kvotering infördes för vissa poster inom byråkratin, vilket resulterade i en maktfördelning som gav abchazerna en politisk makt oproportionerlig till deras antal, något som har ansetts vara en form av söndra och härska-strategi, då man genom att ge den lokala makteliten del i det politiska styret fick deras stöd för den sovjetiska regimen. Abchaziens georgier uppfattade kvoteringen som diskriminering mot den georgiska majoritetsbefolkningen, vilket ledde till etniska motsättningar.
De följande tre decennierna utmärktes av det abchaziska kommunistpartiets försök att göra den autonoma byråkratin mer abchazisk, något som dock konstant mötte motstånd från georgierna. Abchaziska nationalister försökte vid ett flertal tillfällen övertyga Moskva om att överföra den autonoma republiken från Georgiska SSR till Ryska SFSR, mest anmärkningsvärt 1978, då abchazerna organiserade en räcka stora samlingar inomhus och utomhus som svar på att de georgiska massdemonstrationerna tidigare lyckats vinna georgiskan status som officiellt språk. Den abchaziska begäran avslogs av Moskva, men Tbilisi svarade med omfattande ekonomiska och kulturella eftergifter, och beviljade ytterligare 500 miljoner rubel över en period på sju år för utvecklingen av infrastruktur och kulturprojekt, såsom grundandet av det abchaziska statsuniversitetet (med abchaziska, georgiska och ryska avdelningar), en statlig folkensemble i Suchumi, och abchaziskspråkig television. Även om dessa eftergifter endast delvis lindrade spänningarna i området gjorde de Abchazien till en av de mest välmående regionerna i Georgien. Det gynnsamma klimatet och det geografiska förhållandet utnyttjades framgångsrikt för att göra Abchazien till ett turistmål med hundratusentals besökare, vilket hade till följd att regionen kom att kallas den "sovjetiska rivieran".

## Kriget i Abchazien

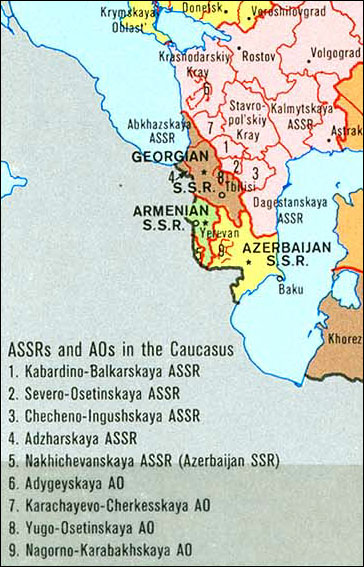
Administrativa gränser i sovjetiska Kaukasien 1989

När Sovjetunionen började sönderfalla i slutet av 1980-talet växte de etniska motsättningar mellan abchazer och georgier i samband med Georgiens steg mot självständighet. Många abchazer var emot denna, då de fruktade att ett självständigt Georgien skulle leda till att deras autonomi upphörde, och förordade upprättandet av Abchazien som en egen sovjetrepublik. Den 16 juli 1989 utbröt våldsamheter i Suchumi, i vilka 16 georgier och två abchazer sägs ha dödats och ytterligare 137, främst georgier, skadats. Upploppen utlöstes av att den georgiska regeringen gått med på georgiska krav på att omvandla den georgiska avdelningen i statsuniversitetet i Suchumi till en filial till det georgiska statsuniversitetet i Tbilisi. De abchaziska nationalisterna, däribland beväpnade grupper, demonstrerade vid den byggnad där examineringen ägde rum. Det dröjde flera dagar innan sovjetiska trupper kunnat återställa ordningen i staden. Händelserna skylldes på rivaliserande nationalistiska paramilitära grupper för att ha provocerat fram en konfrontation.
Georgien bojkottade den folkomröstning om Sovjetunionens fortlevnad som Michail Gorbatjov lät hålla den 17 mars 1991. Så gott som samtliga icke-georgier i Abchazien, 52,3 procent av befolkningen, deltog dock i omröstningen och röstade till 98,6 procent för unionens bevarande. Större delen av den icke-georgiska befolkningen avstod i sin tur från att rösta i folkomröstningen om georgisk självständighet den 31 mars. Denna fick stöd av en stor majoritet i Georgien, varpå landet förklarade sin självständighet den 9 april 1991.
Den förste georgiske presidenten, nationalisten och sovjetdissidenten Zviad Gamsachurdia, blev dock snart impopulär, och i december lät Tengiz Kitovani det georgiska nationalgardet belägra regeringsbyggnaderna i Tbilisi. Gamsachurdia avgick i januari 1992 och ersattes av Eduard Sjevardnadze, den tidigare sovjetiske utrikesministern. Sjevardnadze var inte själv utpräglat nationalistisk, men omgav sig av georgisknationalistiska krafter i regeringen.
Den 21 februari 1992 tillkännagav Georgiens styrande militärråd att man upphävt det sovjetiska konstitutionen och återinfört konstitutionen från 1921, vilket många abchazer tog som ett avskaffande av deras autonomi. Som svar förklarade den abchaziska regeringen den 23 juli samma år Abchaziens självständighet från Georgien, något som enbart erkännts av Ryssland och ett fåtal andra länder.
Georgiens regering anklagade anhängare till den avsatte Gamsachurdia för att ha kidnappat landets inrikesminister och hålla honom fången i Abchazien, och avsatte 3 000 soldater till regionen för att återställa ordningen. De abchaziska myndigheterna tillbakavisade regeringens påstående som en förevändning för en invasion. Häftiga strider mellan georgiska trupper och abchazisk milis utbröt i och runt Suchumi. Efter runt en veckas stridigheter och svåra förluster på båda sidor lyckades de georgiska styrkorna ta kontrollen över större delen av Abchazien och upplöste det regionella parlamentet.
Abchazernas militära nederlag fick ett fientligt gensvar hos Kaukasiska folkens konfederation, en paraplyorganisation innefattande ett antal proryska paramilitära rörelser i norra Kaukasien (däribland grupper av tjetjener, kosacker, osseter, med flera). Hundratals frivilliga från ryska Kaukasien (inklusive den då föga kände Sjamil Basajev) förenade sig med de abchaziska separatisterna för att bekämpa de georgiska regeringstrupperna. Även reguljära ryska trupper ska enligt uppgift ha deltagit på separatisternas sida. I september bröts eldupphöret och en offensiv inleddes mot staden Gagra, vilket drev de georgiska styrkorna ut ur stora delar av Abchazien. Sjevardnadzes regering anklagade Ryssland för att ge dolt militärt stöd till rebellerna. I slutet av 1992 kontrollerade separatisterna mycket av området nordväst om Suchumi.
Dödläge rådde fram till juli 1993, då den separatistiska milisen genomförde ett misslyckat anfall mot Suchumi. Staden omringades och utsattes för svår beskjutning och Sjevardnadze själv blev instängd i staden. En vapenvila utropades i slutet av juli, men denna föll samman efter nya abchaziska anfall i mitten av september. Efter tio dagars hårda strider föll Suchumi den 27 september det året. Eduard Sjevardnadze undkom med nöd och näppe med livet i behåll; han hade svurit att stanna i staden vad som än hände, men blev till slut tvungen att fly när krypskyttar sattes in mot hotellet där han bodde. Separatistmilisen och dess bundsförvanter begick flera övergrepp mot den kvarvarande georgiska lokalbefolkningen i vad som kallats Suchumimassakern. Händelserna pågick i två veckor och lämnade efter sig tusentals döda och försvunna.
De abchaziska styrkorna tog snart kontrollen över större delen av Abchazien medan den georgiska regeringen stod inför ett annat problem i den angränsande regionen Megrelien där anhängare till den avsatte Gamsachurdia gjort uppror. Georgien kom att behålla kontrollen över distriktet Övre Abchazien, vilket utgör ungefär 17 procent av Abchaziens totala yta.

## Efter kriget

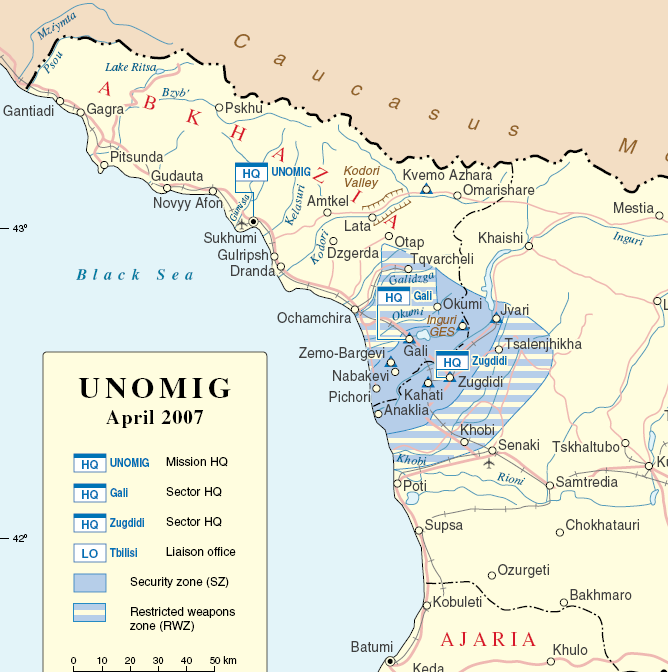
Karta över UNOMIG:s säkerhetszon

Fredsförhandlingar leddes först av Ryssland och sedan av FN. Förhandlingarna flyttades från Genève till New York och slutligen till Moskva. Under 1993 ökade trycket från omvärlden för ett fredsfördrag och i december 1993 skrev georgiska och abchaziska ledare på ett officiellt eldupphör under FN:s beskydd och med Ryssland som förmedlare. Den 4 april 1994 skrevs en deklaration om åtgärder för en politisk lösning på konflikten under i Moskva. I maj 1994 kom man i Moskva överens om att OSS skulle bistå med fredsbevarande styrkor i stället för att FN. Rysk trupp förlades således längs den administrativa gränsen mellan Abchazien och resten av Georgien. Även en FN-mission (UNOMIG) finns i regionen.
Under den kaotiska tid som följde på Georgiens nederlag tvingades det stora flertalet av de etniska georgierna fly området, antingen till sjöss eller över bergen. I ett TV-tal den 14 september 1994 uppmanade abchaziska ledare alla etniska georgier att lämna området innan den 27 september (årsdagen av Suchumis fall). Det uppskattas att mellan 10 000 och 30 000 georgier och 3 000 abchazer omkom, samt att 250 000 människor (främst georgier) tvingades i exil. Enligt den georgiska regeringens officiella beräkningar var 264 792 personer tvungna att fly Abchazien till andra delar av landet mellan 1992 och 1998. Av dessa lever omkring 120 000 som flyktingar i Megrelien och Svanetien, och omkring 77 800 i Tbilisi. Enligt folkräkningen 1989 fanns det cirka 537 000 invånare i Abchazien, varav 44 procent var georgier och 17 procent abchazer, vilket kan jämföras med de 162 400 invånarna, varav 45 procent abchazer, år 2004.
Under kriget rapporterades grova kränkningar av de mänskliga rättigheterna från båda sidor. OSSE har vid tre tillfällen, i Budapest 1994, i Lissabon 1996 och i Istanbul 1999, förklarat att georgierna i Abchazien utsatts för etnisk rensning. Sedan krigets slut har våldet mot georgier fortsatt, med 1 500 döda, enligt den georgiska regeringen.
Den 30 november 1994 antog Abchazien en ny konstitution som förklarade republikens självständighet från Georgien. Omvärlden erkände inte detta, och den 15 december tog USA:s utrikesdepartement avstånd från självständighetsförklaringen. Enligt den georgiska konstitutionen från 1995 tillerkändes Abchazien viss autonomi. Republikens ekonomiska situation var mycket ansträngd efter kriget och förvärrades ytterligare av de sanktioner som OSS införde 1994. Efter kriget utvandrade många av flertalet etniciteter, främst till Ryssland. Sedan 1997 har de ryska sanktionerna i praktiken hävts, vilket underlättat den ekonomiska återhämtningen. Turister besöker återigen Abchazien, men antalet är endast omkring hälften av det före kriget. Georgiska flyktingar har efter kriget börjat återvända till Gali, något som dock bromsades 1998 då nya våldsamheter bröt ut i distriktet. Mellan 40 000 och 60 000, däribland dagspendlare över eldupphörslinjen och de som migrerar med årstiderna enligt jordbrukscykeln, har återvänt sedan 1998. Enligt en rapport till FN:s säkerhetsråd 2004 är människorättssituationen prekär särskilt i Gali.
I det kontroversiella presidentval som hölls år 2004 i de facto-republiken vann Sergei Bagapsj över Raul Chadzjimba, som understöddes av den utgående presidenten Vladislav Ardzinba och av Ryssland. Högsta domstolen underkände valresultatet, men de båda parterna slöt ett avtal enligt vilket Bagapsj skulle bli president och Chadzjimba vicepresident. Då de ställde upp som gemensamt alternativ i det nyval som hölls den 12 januari 2005 fick de mer än 90 procent av rösterna och Bagapsj blev den 12 februari republikens nye president med mandatperiod på fem år. Även detta val kritiserades då etniska georgier i distriktet Gali inte fick rösta. Bagapsj utsåg den 14 februari 2005 Alexander Ankvab till ny premiärminister.
År 2005 erbjöd den nya georgiska regeringen under Micheil Saakasjvili Abchazien en hög grad av autonomi, enligt den modell för maktfördelning som skett i Georgiens andra autonoma republik Adzjarien, och öppnade för en möjlig federal lösning inom Georgiens gränser, något som dock avvisades från abchaziskt håll. Enligt den plan som presenterades av Saakasjvili den 22 september 2004 vid FN:s generalförsamling ämnar den georgiska regeringen först bygga upp ett förtroende hos utbrytarrepublikerna Abchazien och Sydossetien, sedan demilitarisera konfliktzonerna under internationellt överinseende, och slutligen ska regionerna få åtnjuta den största möjliga graden av autonomi. Separatistregeringarna avvisade den georgiska planen, liksom Ryssland, som inte ämnar dra tillbaka sina fredsbevarande styrkor från området.
I juli 2006 utbröt stridigheter mellan georgiska säkerhetsstyrkor och abchazisk milis i den av Georgien kontrollerade övre Kodoridalen. Det georgiska inrikesministeriets specialtrupper sändes till platsen sedan Emzar Kvitsiani förklarat autonomi i regionen. Milisen, som åtnjöt ryskt understöd, besegrades inom loppet av några dagar. Den 27 september beslutade president Saakasjvili att döpa om övre Kodoridalen till Övre Abchazien och den abchaziska exilregeringen för Autonoma republiken Abchazien, under Malchaz Akisjbaia, installerades i Tjchalta, huvudorten i Övre Abchazien, efter att tidigare ha verkat från Tbilisi. Diplomater i Tbilisi som önskar besöka Suchumi måste först besöka exilregeringen i Tjchalta, vilket väckt anstöt hos separatistregeringen i Suchumi.
I samband med upptrappandet av den väpnade konflikten mellan Georgien och Ryssland om Sydossetien i augusti 2008 företog abchazisk milis understödd av stridsflyg och ryska trupper ett angrepp mot de georgiska styrkorna i Kodoridalen och kunde den 12 augusti inta Azjara och Tjchalta. Ryska styrkor fortsatte vidare in i Georgien och tog den 11 augusti kontroll över Zugdidi, förstörde en militärbas i Senaki och ockuperade hamnstaden Poti. Efter kriget kontrolleras hela Abchazien av separatistregeringen. Den 26 augusti erkände Ryssland Abchaziens självständighet.